# Epiphany, Inc.
A Epiphany, Inc. (símbolo NASDAQ anterior: EPNY), anteriormente conhecida como E.piphany e Epiphany Marketing Software, foi uma empresa que desenvolvia software de gerenciamento de relacionamento com o cliente (CRM). Em 29 de setembro de 2005, a Epiphany foi adquirida pela SSA Global Technologies. software CRM da Epiphany agora é produzido pela Infor, que adquiriu a SSA Global em 2006. Os funcionários notáveis incluíram os fundadores Steve Blank, Mehran Sahami, Ben Wegbreit, Greg Walsh e John P. McCaskey; Chairman Roger Siboni; e CEO Karen Richardson.